# Порт (фильм)
«Порт» — российский драматический фильм Александры Стреляной.

## Сюжет
Фильм расскажет о дочери тренера по боксу, Кире, попавшей в аварию. Её отец создал для неё тренажёр, искренне веря, что она сможет вернуться к прежней жизни. Тем временем в зал приходит некий Андрей, в которого сразу влюбляется Кира. Это прекрасное чувство вселяет в неё надежду, что всё получится...

## В ролях
| Актёр              | Роль                           |
| ------------------ | ------------------------------ |
| Алексей Гуськов    | Геннадий Алексеевич, отец Киры |
| Мария Боровичева   | Кира                           |
| Лев Семашков       | Андрей                         |
| Юрий Борисов       | Ромыч                          |
| Ирина Вилкова      | Тина                           |
| Владимир Дараганов | Баркас                         |
| Роза Хайруллина    | старая цыганка                 |
| Тимофей Трибунцев  | мастер                         |
| Михаил Евланов     | бандит                         |
| Кирилл Полухин     | человек с бутылкой             |